# Cataglyphis viaticus
Cataglyphis viaticus är en myrart som först beskrevs av Fabricius 1787.  Cataglyphis viaticus ingår i släktet Cataglyphis och familjen myror.

## Underarter
Arten delas in i följande underarter:
- C. v. tonsilis
- C. v. viaticus

## Bildgalleri

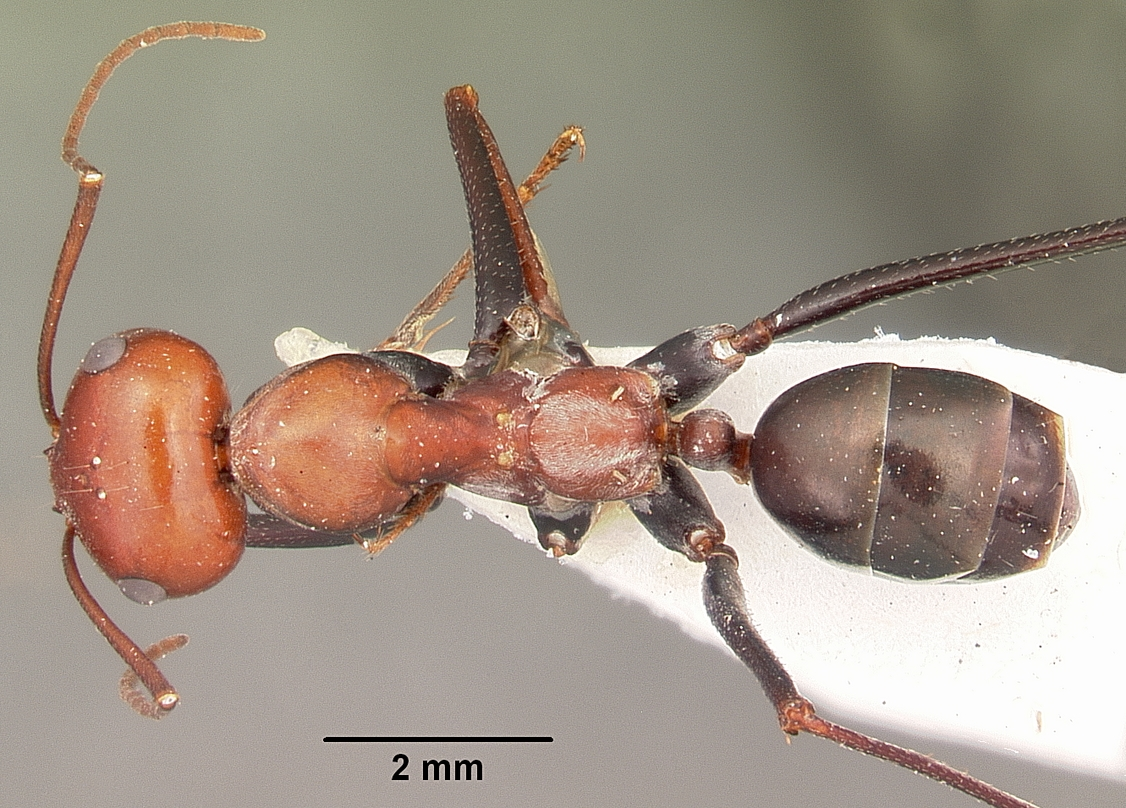
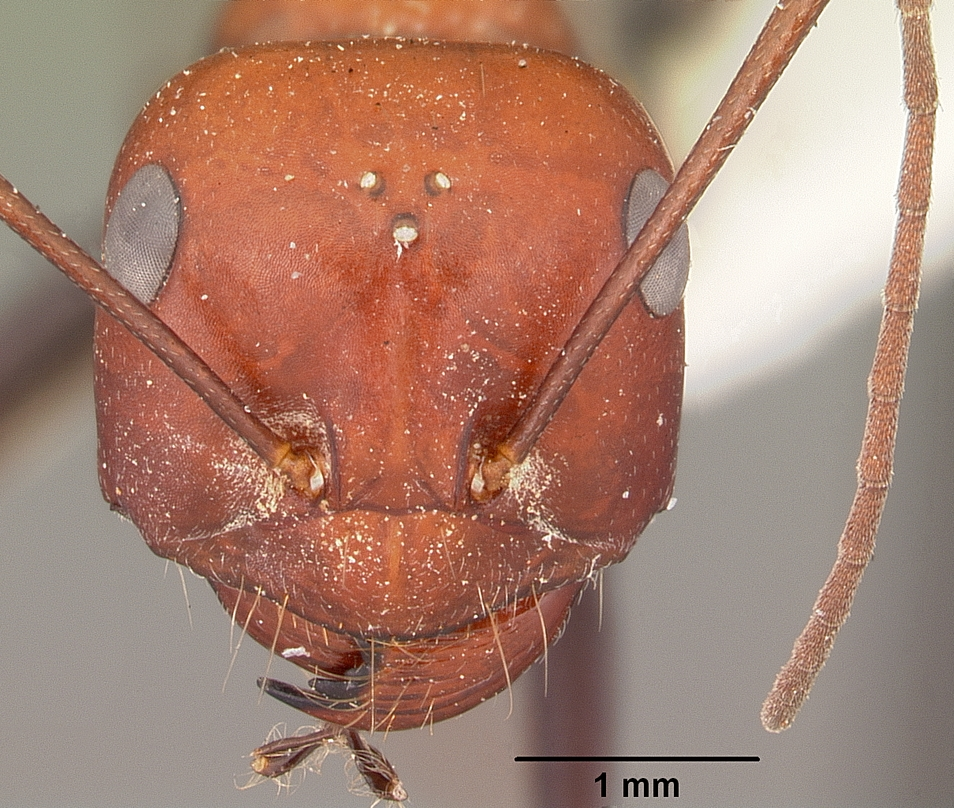
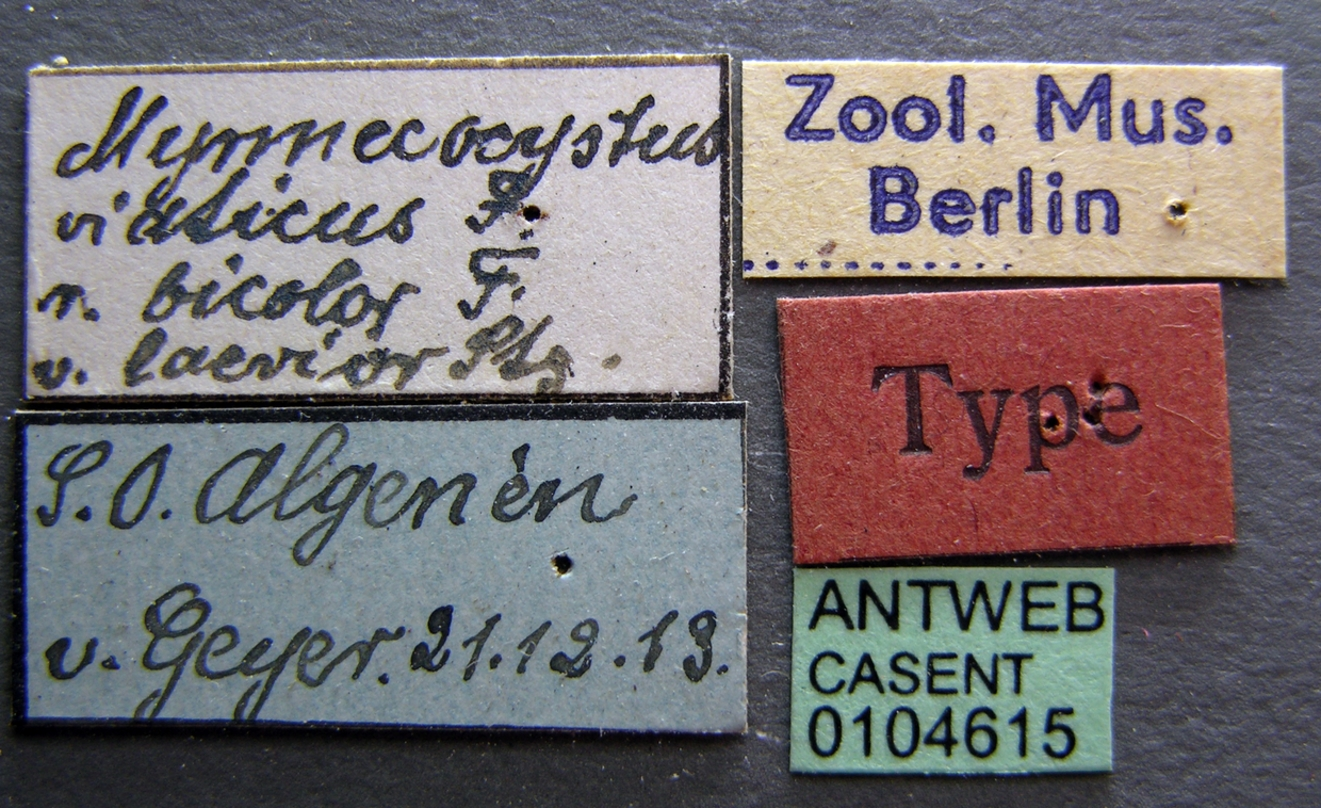
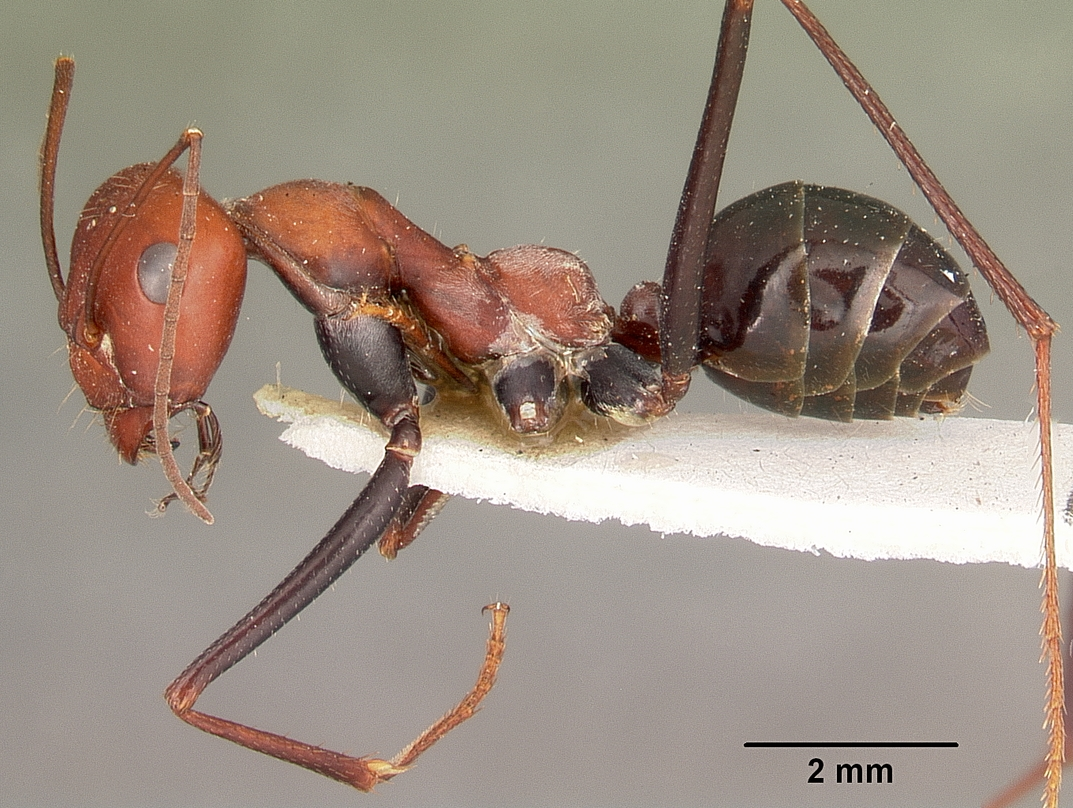